# Пёрселл, Николас
Ни́колас Пёрселл (англ. Nicholas Purcell; 28 июня 1990 года, Конкорд, Нью-Гэмпшир, США) — американский актёр, известен по роли Джейка Коллинза в телесериале «Охотники за монстрами».

## Биография
Николас Пёрселл родился 28 июня 1990 года в Конкорде.
С 2005 года играл эпизодические роли в различных кино- и телепроектах, в том числе в телесериале «Закон и порядок: Преступное намерение», в фильме Джонатана Мостоу «Суррогаты», а также снялся в короткометражке «Апокриф» Андрея Звягинцева для киноальманаха «Нью-Йорк, я люблю тебя». Короткометражка не вошла в международную прокатную версию фильма, но в России благодаря усилиям компании-дистрибьютора «Нью-Йорк, я люблю тебя» вышел в эксклюзивной версии с удалёнными ранее короткометражками Звягинцева и Скарлетт Йоханссон.
В 2009 году получил главную роль в телесериале «Охотники за монстрами» производства телеканала Nickelodeon.
В 2011 году был арестован за вождение в нетрезвом виде.

## Фильмография
| Год       |   | Русское название                      | Оригинальное название        | Роль                                                 |
| --------- | - | ------------------------------------- | ---------------------------- | ---------------------------------------------------- |
| 2005      | ф | Бейсбольная лихорадка                 | Fever Pitch                  | фанат команды «Бостон Ред Сокс» (в титрах не указан) |
| 2005      | ф |                                       | The Mirakle                  | прихожанин церкви (короткометражный)                 |
| 2005      | ф |                                       | Dangerous Crosswinds         | Гриц                                                 |
| 2006      | с | Американское приключение              | The American Experience      | Чарльз Адамс                                         |
| 2007      | ф | Прощай, детка, прощай                 | Gone Baby Gone               | панк (в титрах не указан)                            |
| 2007      | с | Закон и порядок: Преступное намерение | Law & Order: Criminal Intent | Бэн                                                  |
| 2007—2008 | с | Как вращается мир                     | As the World Turns           | Тай                                                  |
| 2009      | ф | Суррогаты                             | Surrogates                   | Пуласки                                              |
| 2009      | ф | Апокриф                               | Apocrypha                    | мальчик (короткометражный)                           |
| 2009—2011 | с | Охотники за монстрами                 | The Troop                    | Джейк Коллинз                                        |
| 2010      | с | Анатомия страсти                      | Grey's Anatomy               | Даг                                                  |